# Lindisfaras
Lindisfaras eller Lindesfaras (oldengelsk Lindisfaran) var en angelsk stamme, der etablerede Kongeriget Lindsey i 500-tallet mellem dalene mellem floderne Humber og Witham, i den nordlige del af hvad der nu er Lincolnshire. De opretholdt deres uafhængighed igennem 600-tallet, men efter slaget ved Trent mellem kongerigerne Mercia og Northumbria forblev de under Mercias kontrol indtil vikingernes invasion i 800-tallet. Ifølge D. P. Kirby svarer området Heathfeld Land i Yorkshire, der nævnes som en del af Lindisfaras' 7000 hides i Tribal Hidage, til Hatfield Chase.
Lindisfarne i Northumbria er afledt af navnet ifølge en kilde, og skule betyde de "rejsende fra Lindseys ø", hvilket indikerer at øen blev bosat med folk fra Lindsey eller tidligere indbyggere der rejste dertil.